# Gare d'Inkeroinen
La gare d'Inkeroinen (en finnois : Inkeroisten rautatieasema) est une gare ferroviaire finlandaise située sur la ligne Kouvola–Kotka dans l'agglomération d'Inkeroinen d'Anjalankoski à Kouvola.